# 炎のとれたて!キッチン
『炎のとれたて！キッチン』（ほのおのとれたて！キッチン）は、ミヤギテレビで2006年10月7日から毎週土曜日の18:25 - 18:30（初回のみ17:55 - 18:00）に放送されていた料理番組。前番組は『「炎のプチ達人！』。

## リポーター
- 菅原美話